# Губка Боб: Большой день рождения
«Губка Боб: Большой день рождения» (англ. SpongeBob’s Big Birthday Blowout) — созданный для телевидения анимационный комедийный специальный эпизод с живым действием 2019 года, основанный на американском мультсериале «Губка Боб Квадратные Штаны». Он был написан Казом и мистером Лоуренсом и был снят Джонасом Морганштином. Специальный эпизод, созданный как часть двенадцатого сезона шоу, первоначально транслировался на Nickelodeon в США 12 июля 2019 года в празднование двадцатой годовщины мультсериала, а в России вышел на следующий день - 13 июля 2019 года.
Мультсериал рассказывает о приключениях Губки Боба Квадратные Штаны (озвучивает Том Кенни) в подводном городе Бикини Боттом. В специальном эпизоде жители Бикини Боттом планируют вечеринку-сюрприз на день рождения для Губки Боба, в то время как он и Патрик Стар (озвучивает Билл Фагербакки) совершают поездку по поверхностному миру и сталкиваются с собой в реальной жизни. В частях с живым действием также участвуют несколько приглашённых звёзд, включая Кела Митчелла, Джека Гриффо, Даниэллу Перкинс и Дэвида Хассельхоффа, последний сыграл самого себя в первом фильме «Губки Боба» «Губка Боб Квадратные Штаны». Этот специальный эпизод посвящён памяти создателя «Губки Боба» Стивена Хилленберга, который умер от осложнений Бокового амиотрофического склероза в ноябре 2018 года. Спецвыпуск получил в целом положительные отзывы.

## Сюжет
В Энсино, Калифорния, Пират Пэтчи пытается запустить свою лодку, чтобы добраться до Бикини Боттом, чтобы подарить Губке Бобу подарок на день рождения. Попугай Потти указывает, что в лодке закончилось топливо, поэтому Пэтчи вместо этого решает идти пешком к месту назначения. Внизу в Бикини Боттом, улитка Гэри будит Губку Боба и дарит ему новый сачок для ловли медуз. Тем временем, под скалой Патрика Сэнди Чикс собрала Патрика, мистера Крабса, миссис Пафф, Шелдона Планктона, Баббл Баса и старика Уолкера, чтобы обсудить планы вечеринки по случаю дня рождения Губки Боба. Патрику поручено взять Губку Боба на обзорную экскурсию, а остальные украсят дом Губки Боба для его вечеринки. Патрик идёт к дому Губки Боба, а Планктон прячется в кармане, чтобы забрать ключи Боба. Автобус в стиле аквариума прибывает по расписанию, и Губка Боб и Патрик садятся на борт.
Экскурсовод автобуса Роб объявляет, что они отправятся на сушу. Они прибывают на сушу с небольшой помощью подводной лодки французского рассказчика. Когда они прибывают на пляж, гид даёт неверную информацию о существах, населяющих этот район. Вскоре они приходят на вечеринку, спонсируемую бобами, которую устраивает дикий талисман Бобби Макбоб (Кел Митчелл). Тем временем, в доме Губки Боба остальные, к которым теперь присоединился Сквидвард Тентаклс, спорят на тему вечеринки. Сэнди, миротворец, решает, что каждый из них должен разделить дом на отдельные темы: мистер Крабс придумывает вечеринку на тему «Красти Краба», миссис Пафф на тему школы уроков вождения, Планктон на тему пыток, Бабл Басс на тему Морского Супермена, Сквидвард на тему, основанную на нём, и Сэнди на тему карате. Вечеринка идёт полным ходом, но вскоре приближается хаос и начинает разрывать дом Губки Боба на части.
Вернувшись на поверхность, тур делает остановки в парке (едва избегая столкновения на курсе с Пэтчи и Потти) и офисном здании. Офисные работники уходят на обеденный перерыв, ведя туристов в ресторан «Трасти Круп». Внутри ресторана туристы встречают своих коллег-людей, в том числе нерешительного покупателя (его играет актёр озвучивания Патрика Билл Фагербакки), сварливого кассира Челварда (его играет актёр озвучивания Сквидварда Роджер Бампасс), скупого босса мистера Крупса (его играет актёр озвучивания мистера Крабса Клэнси Браун), нетерпеливого астронавта Кэрол (её играет актриса озвучивания Сэнди Кэролин Лоуренс) и энергичного повара Джима Боба (играет актёр озвучивания Губки Боба Том Кенни). Джим Боб ошибочно принимает Губку Боба за сыр и кладёт его в бургер. Патрик спасает его, оставив крупсбургер без бургера. Вскоре после этого ресторан грабит бизнес-конкурент по имени Чарльстон (которого играет актёр озвучивания Планктона мистер Лоуренс). Мистер Крупс останавливает его и отправляет лететь к мусорному контейнеру. Туристы уезжают и сталкиваются с зоомагазином, в котором продаётся рыба. Весёлая дама (её играет актриса озвучивания Перл Лори Алан) ошибочно принимает автобус за аквариум и берёт его внутрь, где кладёт на полку.
Всё кажется мрачным, но Патрику приходит в голову идея подтолкнуть автобус за борт. Они убегают из магазина, унося с собой некоторых рыб. Когда они возвращаются на пляж, автобус случайно наезжает на ногу Хассельхоффа. Хассельхофф обвиняет Пэтчи. Позже последний использует бобовую пушку спонсируемого бобами конкурса, чтобы добраться до атолла Бикини. Достигнув океана, они освобождают рыбок из аквариума и возвращаются в Бикини Боттом. Выйдя из автобуса, Губка Боб спрашивает Роба о песне на день рождения, которую он просил во время специального эпизода. Прежде чем они начинают петь, Роб наклоняется вперёд и случайно нажимает на педаль, и автобус уезжает. Патрик открывает дверь Губки Боба и видит, что в доме полный беспорядок, но не обращает на это внимания. Губка Боб наконец прибывает на вечеринку-сюрприз и обнаруживает, что все крепко спят.
В этот момент с неба падает гигантская коробка. Губка Боб открывает его и находит бестелесную голову Пэтчи. Пэтчи возглавляет состав в версии тематической песни шоу на тему дня рождения с монтажом знаменитостей, поздравляющих Губку Боба с днём рождения, включая Дэвида Хассельхоффа, Кела Митчелла, Джоджо Сиву, Тиффани Хэддиш, Томаса Ф. Уилсона, Сигурни Уивер, Хайди Клум, Кэла Пенна, Лану Кондор (заменённую Джоном Гудменом в альтернативных эфирах), Джейсона Судейкиса, Ру Пола, Вернона Дэвиса, Роба Гронковски, актёрский состав мюзикла «Губка Боб Квадратные Штаны» и Гилберта Готтфрида.
Когда песня заканчивается, Патрик спрашивает Губку Боба, сколько ему лет, но Губка Боб прерывается телевизионными помехами, и он играет на своём носе как на флейте (как он это делал во вступительной части мультсериала). Эпизод заканчивается благодарственным посланием Стивену Хилленбергу - "Спасибо, Стив Хилленберг".

## Трансляция и отзывы

### Зрительская аудитория
Премьера эпизода «Губка Боб: Большой день рождения» состоялась 12 июля 2019 года одновременно на каналах Nickelodeon, и Nicktoons. Премьеру с тремя сетями коллективно посмотрели 2,2 миллиона человек в Соединённых Штатах, и она показала годовой прирост для разных демографических групп сети, в первую очередь, для детей 2-11 лет (3,3/797K, + 57 %). Премьера специального эпизода состоялась за пять дней до 20-летия официальной премьеры мультсериала, которая состоялась 17 июля 1999 года.
Он транслировался на других территориях 12 и 13 июля 2019 года, в 57-й день рождения Тома Кенни.

## Заметки
1. ↑  В альтернативных эфирах